# Sân bay quốc tế Minatitlán/Coatzacoalcos
Sân bay quốc gia Minatitlán/Coatzacoalcos (IATA: MTT, ICAO: MMMT) là một sân bay ở Minatitlán, Veracruz, México. Sân bay này có một đường băng dài 2100 m bề mặt nhựa đường, sân bay phục vụ các tuyến bay nội địa và quốc tế cho các thành phố Minatitlán và Coatzacoalcos.

## Các hãng hàng không và các tuyến bay
- Aeromar (Thành phố Mexico)
- Aeroméxico
  - Aeroméxico Connect (Thành phố Mexico)
- Mexicana
  - Click Mexicana (Thành phố Mexico)